# Michele Surian
Michele Surian (Roma, 7 luglio 1962) è un artista marziale italiano, che è stato Campione Europeo di kickboxing.

## Biografia
Atleta polivalente, ha conseguito in 30 anni di attività agonistica risultati di rilievo nella kickboxing.
I principali risultati sono:
1. Campione Europeo WAKO di kick Boxing (Point Fighting), Venezia, 1988.[1]
2. Medaglia di bronzo ai Campionati Mondiali WAKO di Kick Boxing (Point Fighting), Monaco di Baviera, Germania, 1987[2]
3. 5 volte Campione Italiano Individuale (‘86, ‘87, ‘88,‘89 di Kick Boxing Point Fighting FIAM-WAKO e ‘88 di Karate FIAM)
4. 4 volte Campione Italiano squadre di Kick Boxing Point Fighting (‘87, ‘88, ‘89, ‘90 FIAM-WAKO)

Terminata la carriera agonistica nel 1990 è rimasto attivo nella disciplina quale arbitro, tecnico e organizzatore di eventi.
Dall'anno 2000 all'anno 2010 è stato direttore tecnico, selezionatore e coach della Nazionale Italiana Seniores di Point Fighting della Federazione Kick Boxing Italia (FKBI) rappresentante della World Kick Boxing Association (WKA). Dopo la parentesi in WKA, è ritornato a operare in WAKO nella Federazione Italiana (FIKBMS) dove lavora come tecnico e formatore ed è membro della commissione della scuola nazionale di formazione dei tecnici  Archiviato il 22 aprile 2016 in Internet Archive. . Nel Dicembre 2015 è stato nominato Direttore Tecnico della nazionale FIKBMS di Light Contact. 
Professore di Scienze motorie, diplomato ISEF e laureato in Scienze Motorie, ha un Master Universitario in Psicologia dello Sport ed è Tecnico di IV livello Europeo del CONI. È autore del romanzo sportivo "La sfida dell'eccellenza" (Mursia editore).